# Жіночий погляд
Жіночий погляд — термін феміністичного кіно, що представляє погляд глядачки та режисерки. Це відповідь на термін «чоловічий погляд» теоретикині феміністського кіно Лори Малві, який представляє не тільки погляд гетеросексуального глядача-чоловіка, а й погляд персонажа чоловіка та чоловіка-творця фільму. У сучасному вжитку жіночий погляд використовується для позначення перспективи, яку створює кінорежисерка (сценаристка/режисерка/продюсерка) у фільмі, що відрізняється від чоловічого погляду на цю тему. Жіночий погляд також можна змінити за визначенням на гетеросексуальну глядачку, що розглядає чоловіків як сексуальні об'єкти.

## Історія
Малві обговорює аспекти вуаєризму та фетишизму чоловічого погляду в класичній статті «Візуальне задоволення та оповідне кіно». Вона спирається на фільм Альфреда Гічкока 1954 року «Вікно у двір», застосовуючи терміни психоаналізу Фрейда, щоб обговорити кут камери, вибір оповіді та реквізит у фільмі, зосередившись на концепції чоловічого погляду. Джеффріс, головний герой фільму, дивиться через камеру при розмові зі своєю дівчиною; чоловічий погляд пояснюється у статті Малві, зосередженій на концепції «скопофілії», або задоволенні дивитись, де жінок об'єктивують і розглядають, вони не здатні відвернути погляд, чоловічий погляд відкидає уявлення про жінок у кіно як про адекватних людей.

## Теоретична реалізація
Жіночий погляд фокусується на трьох перспективах:
1. Індивідуальність кінематографістки(-ок)
2. Персонажки фільму
3. Глядачка

Ці три точки зору також стосуються чоловічого погляду в аналізі Малві, але натомість зосереджені на жінках. Разом з урізноманітненням жанрів кіно розширюються і точки зору. Жіночі фільми були жанром, який зосереджувався на жіночих ролях, демонструючи жінку як оповідачку, а не як видовище. Фільми Ребекка та Стелла Даллас є прикладами таких фільмів, у яких традиційна розповідь ведеться через героїню. Цей жанр фільму перетворився на сучасні 27 весіль та Диявол носить Прада. Фільми призначені для того, щоб зобразити бажання головних героїнь, а отже, представити бажання глядачки фільму
Зої Дірсе дивиться жіночим поглядом через жанр документального фільму, аналізуючи аспекти задоволення та ідентифікації глядачок. Вона зазначає, що якщо операторка ― жінка, а суб'єкт ― також жінка, об'єкт фільму виконує іншу роль. Дірсе стверджує, що наявність кінематографістки дозволяє бачити жінок такими, якими вони є насправді, а не вуаєристичним видовищем, яким представляє їх чоловічий погляд. Під час зйомок у Каїрі Дірсе була в натовпі і помітила, що її помітили оточуючі чоловіки. Спочатку вони виглядали зацікавленими, і Дірсе задумалася, чи це через її стать, чи через її фотокамеру. Невдовзі чоловіки почали штовхатись біля неї, і вона відчула небезпеку, яку відчували і інші жінки в Каїрі. Це зображено у її фільмі «Shadow Maker». Дірсе сказала, що її стать дозволила їй бути непомітною спостерігачкою ― на відміну від чоловіка ― під час зйомок ромських співів.
Паула Маранц Коен вивчає жіночий погляд у жанрі чик-флік, з особливою увагою до одягу, який носять жінки. Сюжет «видовищ» відміняється у таких фільмах, як «Жахлива правда». Гардероб Айрін Данн вважається центральним аспектом фільму: її сукні екстравагантні, але не сексуальні. Хоча одяг можна вважати комічним, він також підтримує незалежність Данн. Коен зазначає, що у фільмі «Весільний переполох» Дженніфер Лопес повністю одягнена впродовж усього фільму. Одяг, як і в «Жахливій правді», розцінюють як комічний, проте він привертає увагу, не сексуалізуючи акторку. Коен також аналізує стосунки між виконавицями головних ролей у цих фільмах та акторами-чоловіками. Вона стверджує, що ці фільми дійсно зображують те, чого хочуть жінки, що вони акцентовані позитивно і мають партнера, який посилює це акцентування.

## Сучасне використання
Критика зосередила увагу на присутності жіночого погляду у кіно та на телебаченні, у таких творах, як «Оповідь служниці», «Я люблю Діка», «Погань».
Суперечливий лесбійський драматичний фільм «Життя Адель» отримав значний критичний коментар за домінування чоловічого погляду та відсутність жіночого погляду, деякі рецензенти назвали його «патріархальним поглядом». Жулі Маро, авторка книги, на основі якої був створений фільм, була однією з найсуворіших критикинь: «Мені здається, цього бракувало на знімальному майданчику: лесбійок».
На міжнародному кінофестивалі в Торонто 2016 року Джой Соловей у своєму виступі досліджував визначення жіночого погляду у кінематографі. Зокрема, Соловей окреслив три концепції, наслідуючи оригінальну триангуляцію чоловічого погляду Лори Малві (глядачки, режисерки та акторки). Однак концепція жіночого погляду Соловея виходить за рамки простого перевертання чоловічого погляду Малві, натомість уявляючи, як жіночий погляд у кінематографі може дати уявлення про пережитий жіночий досвід. Концепція включає «камеру відчуття» (або «тіла над обладнанням», де емоції мають пріоритет над діями); «погляд, що дивиться», який показує глядачам та глядачкам, що відчуває себе об'єктом погляду; і «повернення погляду» (або «я бачу, що ти бачиш мене» і «яке відчуття стояти тут, у цьому світі, побачивши все наше життя»).

## Критика
Кетлін Бенсон-Аллот обговорює відсутність представництва меншин у жіночому погляді. Вона стверджує, що хоча жіночий погляд передбачає універсальний досвід, заснований на спільній статі, він, як правило, зосереджується на житті білих жінок середнього класу. У статті вона використовує приклади з телесеріалів I Love Dick, GLOW та Insecure. Вона стверджує, що хоча I Love Dick і GLOW мають кольорових персонажок, але лише у ролях другого плану, які ніколи не дестабілізують білого героя. Insecure з іншого боку, забезпечує модель для майбутнього феміністського телебачення. Використовуючи антирасистську комедію, Insecure кидає виклик зосередженню на білому фемінізмі та нехтуванні чорношкірими жінками.
Канадська кінооператорка Зої Дірсе критикує недостатнє представництво жінок у технічних сферах кінематографії, яке заважає розвитку жіночого погляду. Використовуючи свій досвід у документальному жанрі, вона зосереджується на домінуванні білих чоловіків середнього класу у кіноіндустрії. Жінок часто виключають з кіноіндустрії через її прибутковий характер, це спричинило брак жінок на виробництві. Щоб дослідити потреби режисерок та технічної групи у правильному відтворенні жіночого погляду, вона наводить, зокрема, фільм «Forbidden Love», зосереджений на історіях лесбійок, які зробили камінг-аут у 1950-х. У ньому режисеркам вдається відвернути чоловічий погляд на користь жіночого. Дірсе стверджує, що жінкам дуже важливо взяти під контроль своє мистецтво, щоб точно відтворити жіночий погляд.
У «Чик Флікс» і Прямому жіночому погляді Наталі Перфетті-Оутс пояснює, як гетеросексуальний жіночий погляд може стати проблематичним із зростанням об'єктивації чоловіків. Сексуальний негатив виникає, коли чоловіки стають виключно сексуальними об'єктами. Фільми чик-флік, які відтворюють чоловічі позиції виключно як сексуальні об'єкти, служать для усунення сексизму, а не для створення гендерної рівності. Вона стверджує, що прогрес у напрямку рівності буде досягнутий тоді, коли і чоловіки, і жінки зможуть вільно переміщатися між положеннями суб'єкта та об'єкта; а не тоді, коли чоловіки об'єктивуються так само, як жінки.